# 國際會計準則第16號
國際會計準則第16號（IAS 16）不動產、廠房和設備，是國際會計準則之一，簡稱：IAS 16，生效始自2004年3月1日，目的是統一按標準化編寫財務報表。
不動產、廠房和設備都有共同的特徵，它們都是有形資產、生產工具、固定資產、預算持有超過一年以上，目的是生產貨品，或為顧客提供服務，大有可能為公司產生經濟收入。

## 相關
- 成本價，減除折扣回贈
- 折舊
- 會計賬面值
- 市價
- 物業估價
- 估值儲備金
- 地皮

## 外部連線
- 香港會計準則第16號（HKAS 16）不動產、廠房和設備（英文），HKIAS與IAS內容一致。